# Pico, Frosinone
Pico är en ort och kommun i provinsen Frosinone i regionen Lazio i Italien. Kommunen hade 2 812 invånare (2018).